# 古城茂幸
古城 茂幸（ふるき しげゆき、1976年1月12日 - ）は、千葉県柏市出身の元プロ野球選手（内野手、右投左打）、プロ野球コーチ。
愛称は「茂ちゃん」。

## 経歴

### プロ入り前
大の巨人ファンだった父親は長男に長嶋茂雄から「茂」の字を貰い茂幸と名づけた。子供の頃からキャッチボールや打撃を教えたが、本格的に野球をするのは高校に入ってからと言いつけていた。茂幸は小学校で体操や陸上に熱中し運動神経のよさを発揮していたが、一時こっそり少年野球チームの練習に加わったりしていた。中学では体操部に入ろうとしたが、進学した年に体操部が廃部し、代わりに野球部に入部した。また、巨人へのトレード移籍が決まった際に父親は大興奮で喜んだという。
中央学院高校へ進むと野球部に所属。3年生のとき、夏の県大会準決勝へ進出して成田高校に2-3で惜敗。国士舘大学時代は東都大学野球連盟2部リーグにおいて、3度の打率3割を記録。50m5秒91の俊足を生かし通算35盗塁を記録した。1年秋、2年春の1部通算2季で、13試合に出場、39打数10安打、打率.256、0本塁打、2打点、5盗塁。大学では同学年に花巻東高野球部監督の佐々木洋、3年上にプロでも同僚となる厚澤和幸、2年上に鷹野史寿、1年下に筒井正也がいた。
1997年、ドラフト会議で、日本ハムファイターズから5位指名を受けて入団。

### 日本ハム時代
プロ入り後は約1年間二軍生活だったが猿渡寛茂二軍コーチ（当時）とひたむきな練習に取り組んだ。
1999年4月7日の西武ライオンズ2回戦（東京ドーム）で一軍公式戦初出場を果たす。同年4月29日の福岡ダイエーホークス戦（東京ドーム）で初安打を記録した。
打撃の成績は高い方ではないが守備は安定しており（『掃除機』の異名をとった）、以降はしばしば守備固めで起用される。
2003年には遊撃手としてゲーム補殺11というパシフィック・リーグタイ記録を作っている。
2004年のアテネオリンピック期間中には、日本代表選手として派遣された金子誠の穴を埋める活躍を見せた。
2005年シーズン以降、古城と同様に守備を売りとするタイプの同期入団の飯山裕志の活躍で出場機会が激減し、シーズンの大半を二軍で過ごした。
2006年のシーズン開幕直前の3月24日に岡島秀樹との交換トレードで實松一成と共に読売ジャイアンツに移籍。なお、着用していた背番号「0」は古城の移籍後はチームの方針として欠番となった。

### 巨人時代
2006年6月15日の対オリックス・バファローズ戦では、移籍後初の先発出場で適時打を放つなど、チームの連敗阻止に貢献し、その後も三遊間のキーマンとして活躍した。代打成功率・得点圏打率は4割を超えた。
2007年のオープン戦では三塁手・遊撃手としての守備固めや代走の他に、一塁手として先発起用された。守備に不安のある選手が多い巨人の中で期待される存在となり、日本ハム時代より出場機会が遥かに増え、内野4ポジションを全て守り、年間無失策と好成績を残した。打率は振るわなかったが、得点圏打率は3割を超えた。10月20日のクライマックスシリーズファイナルシリーズ第3戦で、4対2と2点ビハインドの9回裏に無死からヒットを放った大道典良の代走に出るが、デーモン・ホリンズの浅いレフトフライで一塁から飛び出し、帰塁できずに併殺を喫するという致命的な走塁ミスを犯している。
2008年は前年同様内野4ポジション全てを守った。内野のユーティリティープレイヤーとして一軍に定着し、出場機会はプロ入り後最多。ところが得点圏打率は2割前半であった。
2009年は前半戦は主に前年のレギュラーの木村拓也や寺内崇幸、脇谷亮太が起用されていたため出番が少なかったが、シーズン中盤に木村と寺内が不振に陥り、脇谷が怪我で離脱すると8番・二塁手に定着。一時は得点圏打率が4割を超えるなど勝負強い打撃でチームに貢献。結果的に前年より出場機会は減ったものの打席数は大幅に増え、打率.251 2本塁打 18打点の成績を残し、クライマックスシリーズ、日本シリーズでも好成績を残した。
2010年は、脇谷の台頭もあり、前年より少ない67試合の出場に留まる。
2011年は寺内に内野の守備要員のポジションを奪われ、開幕一軍を逃す。8月3日の阪神戦で、同点で迎えた最終回、藤川球児から自身初（対藤川に限れば巨人選手では初）となるサヨナラ本塁打を放った。この際、お立ち台で「茂ちゃんフィーバー」と騒いだ。その後も内野の先発や守備固め、左の代打として起用を重ねた。この年の得点圏打率は.375を記録した。
2012年、二塁、三塁の先発や、守備固めなどで出場機会を作るも、寺内や藤村大介などの若手の活躍に押される形が増えていた。
2013年は怪我に苦しみ、9月末時点での一軍出場は3試合にとどまっていた。10月2日、同年限りでの引退を表明。翌3日、東京ドームでのヤクルト戦の試合前に引退セレモニーが行われ、試合後に巨人ナインから背番号51にちなみ5回プラス大きく1回の計6回胴上げされた。10月10日、任意引退公示された。

### 引退後
引退後はジャイアンツアカデミーでコーチになることが発表された。
2014年7月、国士舘大学野球部で同級生だった野球ライターの本木昭宏との共著『プロ野球生活16年間で一度もレギュラーになれなかった男がジャイアンツで胴上げしてもらえた話』を出版した。
2015年から日テレジータスのプロ野球解説を担当（原則として『ジャイアンツ プレ&ポストゲームショー』、および、民放において日テレジータス独占となるカードに限定）。
2018年4月、ジャイアンツのスカウトに就任した。
2019年に、ジャイアンツのファーム打撃守備コーチに就任。
2020年は、一軍内野守備走塁コーチに配置転換。
2021年は、二軍野手総合コーチに配置転換。
2022年は、二軍内野守備走塁コーチに配置転換。
2023年は、三軍打撃コーチに配置転換。
2025年は、一軍内野守備コーチに配置転換。

## 選手としての特徴・人物
勝負強い打撃と俊足、内野全ポジションをこなすユーティリティー性が武器。現役時代は主に代打・代走・守備固めなど様々な役割をこなすスーパーサブとして「振り向けば古城」と称される活躍を見せた。同僚からの人望が厚く、泥臭くも堅実なプレーでチームに欠かせない存在であった。また、自らの活躍を「茂ちゃんフィーバー」と称するなど明るい人柄でファンから人気を博した。
巨人時代の監督を務めた原辰徳は、「（古城は）意外性で凄いこともやるけど、大事な場面でチョンボする印象も強い。綺麗に言うと個性的だけど、悪く言えばやらかしちゃう。でも面白い選手だった」と振り返っている。

## 詳細情報

### 年度別打撃成績
| 年 度      | 球 団      | 試 合 | 打 席 | 打 数 | 得 点 | 安 打 | 二 塁 打 | 三 塁 打 | 本 塁 打 | 塁 打 | 打 点 | 盗 塁 | 盗 塁 死 | 犠 打 | 犠 飛 | 四 球 | 敬 遠 | 死 球 | 三 振 | 併 殺 打 | 打 率 | 出 塁 率 | 長 打 率 | O P S |
| ---------- | ---------- | ----- | ----- | ----- | ----- | ----- | -------- | -------- | -------- | ----- | ----- | ----- | -------- | ----- | ----- | ----- | ----- | ----- | ----- | -------- | ----- | -------- | -------- | ----- |
| 1999       | 日本ハム   | 10    | 10    | 10    | 2     | 1     | 0        | 0        | 0        | 1     | 0     | 0     | 0        | 0     | 0     | 0     | 0     | 0     | 2     | 0        | .100  | .100     | .100     | .200  |
| 2000       | 日本ハム   | 38    | 28    | 23    | 4     | 7     | 0        | 1        | 0        | 9     | 2     | 4     | 2        | 1     | 0     | 4     | 0     | 0     | 7     | 1        | .304  | .407     | .391     | .798  |
| 2001       | 日本ハム   | 45    | 48    | 43    | 6     | 7     | 1        | 1        | 0        | 10    | 2     | 2     | 2        | 1     | 0     | 3     | 0     | 1     | 9     | 0        | .163  | .234     | .233     | .467  |
| 2002       | 日本ハム   | 62    | 62    | 57    | 10    | 8     | 1        | 0        | 0        | 9     | 0     | 3     | 2        | 4     | 0     | 1     | 0     | 0     | 15    | 0        | .140  | .155     | .158     | .313  |
| 2003       | 日本ハム   | 36    | 89    | 78    | 14    | 21    | 5        | 0        | 0        | 26    | 3     | 1     | 1        | 5     | 0     | 6     | 0     | 0     | 18    | 1        | .269  | .321     | .333     | .654  |
| 2004       | 日本ハム   | 59    | 117   | 103   | 13    | 21    | 3        | 1        | 1        | 29    | 7     | 4     | 1        | 1     | 0     | 10    | 0     | 3     | 19    | 0        | .204  | .293     | .282     | .575  |
| 2005       | 日本ハム   | 27    | 61    | 54    | 2     | 9     | 0        | 0        | 0        | 9     | 4     | 0     | 1        | 2     | 1     | 4     | 0     | 0     | 11    | 1        | .167  | .220     | .167     | .387  |
| 2006       | 巨人       | 50    | 58    | 52    | 4     | 18    | 3        | 0        | 0        | 21    | 4     | 4     | 0        | 1     | 0     | 4     | 1     | 1     | 9     | 1        | .346  | .404     | .404     | .808  |
| 2007       | 巨人       | 71    | 80    | 68    | 13    | 13    | 3        | 0        | 0        | 16    | 5     | 5     | 4        | 5     | 0     | 7     | 0     | 0     | 13    | 1        | .191  | .267     | .235     | .502  |
| 2008       | 巨人       | 83    | 182   | 159   | 16    | 34    | 8        | 0        | 3        | 51    | 16    | 6     | 5        | 8     | 2     | 8     | 1     | 5     | 32    | 3        | .214  | .270     | .321     | .591  |
| 2009       | 巨人       | 77    | 204   | 179   | 14    | 45    | 5        | 1        | 2        | 58    | 18    | 3     | 3        | 3     | 2     | 10    | 2     | 10    | 39    | 2        | .251  | .323     | .324     | .647  |
| 2010       | 巨人       | 67    | 96    | 82    | 10    | 20    | 1        | 0        | 2        | 27    | 7     | 2     | 1        | 1     | 0     | 10    | 1     | 3     | 17    | 3        | .244  | .347     | .329     | .676  |
| 2011       | 巨人       | 74    | 157   | 134   | 12    | 33    | 3        | 1        | 1        | 41    | 12    | 1     | 0        | 5     | 1     | 11    | 3     | 6     | 29    | 1        | .246  | .329     | .306     | .635  |
| 2012       | 巨人       | 65    | 149   | 129   | 12    | 27    | 4        | 1        | 0        | 33    | 8     | 2     | 0        | 6     | 2     | 12    | 3     | 0     | 28    | 5        | .209  | .273     | .256     | .529  |
| 2013       | 巨人       | 3     | 4     | 4     | 1     | 0     | 0        | 0        | 0        | 0     | 0     | 0     | 0        | 0     | 0     | 0     | 0     | 0     | 3     | 0        | .000  | .000     | .000     | .000  |
| 通算：15年 | 通算：15年 | 767   | 1345  | 1175  | 133   | 264   | 37       | 6        | 9        | 340   | 88    | 37    | 22       | 43    | 8     | 90    | 11    | 29    | 251   | 19       | .225  | .294     | .289     | .585  |

### 表彰
- 「ジョージア魂」賞：1回（2010年度第12回）
- 柏市市民特別功労賞（2013年）[15]

### 記録
初記録
- 初出場：1999年4月7日、対西武ライオンズ2回戦（東京ドーム）、9回裏にナイジェル・ウィルソンの代走として出場
- 初先発出場：1999年4月29日、対福岡ダイエーホークス6回戦（東京ドーム）、7番・三塁手として先発出場
- 初安打：同上、2回裏に西村龍次から投手前内野安打
- 初盗塁：2000年6月11日、対オリックス・ブルーウェーブ13回戦（グリーンスタジアム神戸）、2回表に二盗（投手：川越英隆、捕手：三輪隆）
- 初打点：2000年7月8日、対千葉ロッテマリーンズ15回戦（千葉マリンスタジアム）、9回表に川俣ヒロアキから中前適時打
- 初本塁打：2004年7月19日、対西武ライオンズ17回戦（札幌ドーム）、3回裏に松坂大輔から右越ソロ

### 背番号
- 0（1998年 - 2005年）
- 51（2006年 - 2013年）
- 86（2019年 - 2023年、2025年 - ）
- 101（2024年）

### 登場曲
- 「Highway Star」Deep Purple（2006年）
- 「傷だらけのhero」TUBE（2006年）
- 「HIT IN THE USA」BEAT CRUSADERS（2007年 - 2009年）
- 「ウォーアイニー」高橋瞳×BEAT CRUSADERS（2010年）
- 「Anything Goes!」大黒摩季（2011年）
- 「ガラガラ GO!!」BIGBANG（2012年 - 2013年）

## 著書
- プロ野球生活16年間で一度もレギュラーになれなかった男がジャイアンツで胴上げしてもらえた話（2014年7月、東邦出版）、ISBN 9784809412448